# Nawaal Akram
Pour les articles homonymes, voir Akram.
Nawaal Akram est une comédienne, modèle et militante pour les droits des personnes handicapées qatarie. On lui diagnostique une myopathie de Duchenne à l'âge de six ans, et elle est chassée de l'éducation contre son gré à l'âge de dix ans par son école. Elle se retrouve en fauteuil roulant à l'âge de douze ans. Depuis, elle est la fondatrice de Muscular Dystrophy Qatar afin de sensibiliser le grand public à sa maladie, et est nommée comme l'une des 100 Women de la BBC en 2017.

## Carrière
Né à Doha, Qatar de parents pakistanais,, Nawaal Akram est l'une des six enfants de Mohammed et Saima Akram. À l'âge de six ans, on lui diagnostique une myopathie de Duchenne qui la fait se retrouver en fauteuil roulant à l'âge de douze ans après une fracture de la jambe due à une chute. Akram est victime d'intimidations par les autres enfants, est ignorée par ses enseignants. Un jour, elle est même poussée dans les escaliers par un de ses camarades. Elle est finalement exclue de l'école car cette dernière ne veut pas prendre en charge son handicap physique. Ses parents menacent de poursuivre l'école, mais se rétractent car cela aurait affecté l'éducation de ses frères et sœurs encore scolarisés.  Ils font des demandes d'intégration dans d'autres écoles mais elles sont refusées en raison de la nationalité pakistanaise d'Akram ou de ses besoins spécifiques. Des écoles spécialisées sont contactées, mais elle est refusée car elle n'a aucun handicap mental. Akram prend finalement des cours à domicile, sans succès car ses professeurs sont à temps partiel uniquement.
En raison de l'absence d'accès à l'éducation, elle commence à se sentir déprimée. Akram commence à travailler pour Mada, une organisation à but non lucratif qui aide les personnes en situation de handicap à avoir accès aux nouvelles technologies pour améliorer leur confort de vie. Là, elle apprend comment les médias sociaux peuvent être utilisés pour promouvoir des idées.
Depuis, elle est devenue comédienne avec le Stand Up Comedy Qatar (SUCQ), le premier et seul collectif d'humoristes du pays, qui débute en 2010. Akram travaille aussi en tant que modèle, elle est la première modèle handicapée du Qatar. 
Akram étend sa présence sur les médias sociaux, y compris grâce à sa chaîne YouTube Nawaal Aventures. En 2016, elle fonde l'organisation de la Muscular Dystrophy Qatar pour sensibiliser les consciences à la situation des personnes en situation de handicap dans son pays. 
Elle est listée parmi les 100 Women de la BBC en 2017 dans la catégorie « Sexisme dans le sport », comme une des plus influentes et inspirantes femmes de l'année. Elle est très fière de recevoir ce prix bien qu'elle ne s'y soit pas attendue. Elle veut, grâce au prix, continuer de travailler pour aider les personnes en situation de handicap, en particulier les filles qui souffrent elle d'un double handicap : celui physique et celui d'être une fille.